# Verkehrsverbund Rhein-Neckar
Der Verkehrsverbund Rhein-Neckar (VRN) ist ein Verkehrsverbund im Rhein-Neckar-Dreieck in den Bundesländern Rheinland-Pfalz, Hessen und Baden-Württemberg und wurde am 1. Dezember 1989 gegründet. Außerdem ist der VRN gemäß hessischem ÖPNV-Gesetz als SPNV-Aufgabenträger und Aufgabenträgerorganisation im Sinne von § 6 des Hessischen ÖPNV-Gesetzes im Landkreis Bergstraße zuständig.

## Geschichte

Historisches Logo des Verkehrsverbunds Rhein-Neckar

Die Vorgeschichte des VRN reicht zurück bis in die Nachkriegszeit. Vor dem Hintergrund erschwerter wirtschaftlicher Bedingungen in der durch die Grenzen der Besatzungszonen zerschnittenen Region entstanden erste länderübergreifende Kontakte im Rahmen der 1951 gegründeten „Kommunalen Arbeitsgemeinschaft Rhein-Neckar“. Der 1970 daraus hervorgegangene Raumordnungsverband Rhein-Neckar legte bald Pläne zur Schaffung eines länderübergreifenden Verkehrsverbundes sowie eines leistungsfähigen S-Bahn-Systems vor.
1973 gründeten die Großstädte Mannheim, Ludwigshafen am Rhein und Heidelberg gemeinsam mit Bundesbahn und Bundespost die „Nahverkehrsgemeinschaft Rhein-Neckar“, die als erster Vorläufer des VRN betrachtet werden kann. In den folgenden Jahren entstanden konkrete Umsetzungskonzepte für einen S-Bahn-Verkehr. Während deren Umsetzung nur mühsam vorankam, brachten die Landesregierungen von Baden-Württemberg und Rheinland-Pfalz die Gründung eines vollwertigen Verkehrs- und Tarifverbundes 1981 entscheidend voran.
So entstanden in den 1980er Jahren erste Übergangstarife zwischen den verschiedenen Verkehrsunternehmen. Der 1985 eingeführte Riedbahn-Übergangstarif erlaubte beispielsweise Fahrgästen auf der Riedbahn-Strecke nach Mannheim die anschließende Nutzung der Mannheimer Straßenbahn mit derselben Fahrkarte. Auch zwischen der OEG und den Straßenbahnen in Heidelberg und Mannheim existierten Gemeinschaftstarife. Ein weiterer Schritt hin zum übergreifenden Verbund wurde mit dem am 16. Dezember 1985 eingeführten Gemeinschaftstarif für Zeitkarten (GfZ) umgesetzt. Am 1. Dezember 1989 entstand daraus schließlich mit der Gründung der Verkehrsverbund Rhein-Neckar GmbH (VRN) der langersehnte Vollverbund mit dem im Wesentlichen bis heute unveränderten gemeinsamen Tarifsystem.
Zum 1. April 1992 wurde die „Karte ab 60“ eingeführt. Im selben Jahr kamen auch das „Ticket 24 Plus“ und das „Job-Ticket“ hinzu. Beim Job-Ticket schließt der Arbeitgeber mit dem VRN eine Vereinbarung ab, nach der das Unternehmen je nach Unternehmensgröße pro Mitarbeiter von 9,50 € bis 11 € zahlt; im Jahr 2016 haben etwa 600 Organisationen mit zusammen rund 110 000 Mitarbeitern eine solche Vereinbarung abgeschlossen, ungefähr 40 500 Fahrgästen besitzen eine solche vergünstigte Jahreskarte. Im Oktober 1993 folgte die Einführung des Semester-Tickets.
1994 vergrößerte sich das Tarifgebiet bis Landau, 1996 wurde das VRN-Gebiet im Osten auf den Neckar-Odenwald-Kreis und im Westen auf Kirchheimbolanden, Eisenberg, Hochspeyer, den Landkreis Südliche Weinstraße, Hinterweidenthal und das Dahner Felsenland ausgedehnt.
Im September 1998 wurde das „MAXX-Ticket“ eingeführt.
Am 1. April 2003 wurde der VRN um das Gebiet des Main-Tauber-Kreises erweitert. Zum 1. Juni 2006 traten die elf bislang im Westpfalz-Verkehrsverbund (WVV) zusammengeschlossenen Verkehrsunternehmen dem VRN bei, das Tarifgebiet wurde damit auf die gesamte Pfalz ausgedehnt.
Im Dezember 2003 wurde das Rhein-Neckar-Ticket eingeführt, das bereits 1997 vom Verkehrsforum 2000 vorgeschlagen wurde.
2012 wurde Volkhard Malik Geschäftsführer des VRN, der auf den seit 2005 amtierenden Werner Schreiner folgte.
Zum 1. Januar 2013 wurde allerdings das „Ticket 24“ bzw. „Ticket 24 PLUS“, eine 24-Stunden-Karte, die samstags entwertet bis 3 Uhr des folgenden Werktages gültig war, an Ostern somit bis zu vier Tage, durch eine Tageskarte ersetzt, die keine 24 Stunden, sondern nur noch bis 3 Uhr, an Sonn- und Feiertagen bis 6 Uhr, des Folgetages gültig ist. Für Fahrgäste unter 18 Jahren gibt es auch eine preisgünstigere Jugendgruppenkarte. Sie hat die gleichen Konditionen wie die Tageskarte und lohnt sich schon ab 3 Fahrgästen. Seit 2022 haben die Tageskarten wieder die Regelung das wenn man sie Samstags kauft bis zum nächsten Werktag 3 Uhr gültig sind. Genauso auch ab Karfreitag 4 Tage lang. Dafür wurde die Jugendgruppenkarte wieder abgeschafft.
Seit April 2018 können auch Unternehmen mit nur 10 Mitarbeitern eine Job-Ticket-Vereinbarung abschließen; hierdurch können etwa doppelt so viele Unternehmen wie zuvor dieses Angebot nutzen.
Ab dem 9. Dezember 2018 können die Rufbusfahrten in manchen Teilen des VRN über die zentrale Service-Telefonnummer des VRN sowie über die VRN-Website angefordert werden. Dies soll zukünftig im gesamten VRN-Netz ermöglicht werden.

## Tarifgebiet und -systematik

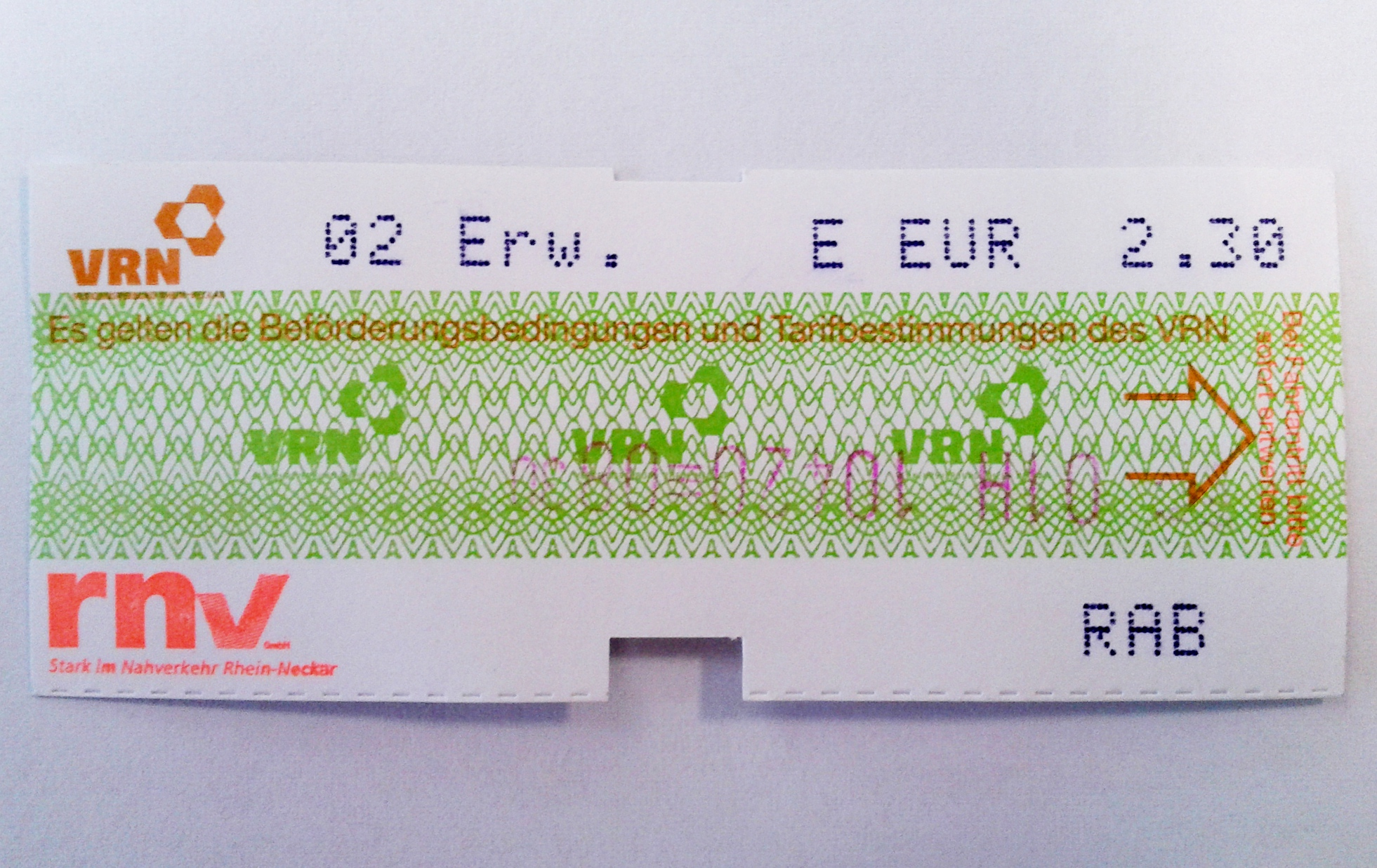
VRN-Ticket der Preisstufe 2, ausgegeben von der RNV, entwertet in der Wabe 104 (Teil der Großwabe Mannheim/Ludwigshafen)

Das Tarifgebiet erstreckt sich nach zahlreichen Erweiterungen mittlerweile von St.Ingbert im Westen bis Würzburg im Osten und greift damit weit über die Metropolregion Rhein-Neckar hinaus. Im Norden reicht es bis Stadtprozelten, im Süden bis hinter Landau und Sinsheim. Die französischen Grenzstädte Lauterbourg und Wissembourg sind ebenfalls mit dem VRN-Tarif zu erreichen.
Insgesamt deckt das Tarifgebiet eine Fläche von 10.607 Quadratkilometern mit rund 3,2 Millionen Bewohnern ab. Es ist, wie für ein Flächentarifgebiet typisch, in Tarifwaben eingeteilt. Der Fahrpreis richtet sich dabei nach der Anzahl der durchfahrenen Waben. Eine Ausnahme bilden die Stadtgebiete von Mannheim, Ludwigshafen am Rhein und Heidelberg, für die der sogenannte Großwabentarif gilt. In den Stadtzentren mancher Städte findet ein günstigerer Citytarif Anwendung. Insgesamt verfügen 91,3 % (Stand 2008) der Fahrgäste über eine Zeitkarte. Mittlerweile sind nur noch etwa 2 % der im Verbund vertriebenen Jahresfahrtkarten aus dem eigenen Tarif, sondern fallen zu 98 % auf das Deutschlandticket (Stand 2023).
Einzelfahrscheine können als Online-Ticket bei der DB erworben werden, und damit seit 2014 über die Smartphone-Anwendung DB Navigator. Seit Juni 2013 konnte ein Teil der VRN-Fahrkarten über Touch&Travel erhalten werden. Als weitere Vertriebswege exklusiv für viele Smartphonebenutzer sind eine VRN-eigene Handyticket-Anwendung und die Handyticket-Funktion in der RNV-Smartphoneanwendung verfügbar.

### eTarif
Zum 1. Januar 2015 wurde über Touch&Travel, bei dem zwischen mehreren möglichen Tarifen der günstigste ausgewählt wird, für Fahrten innerhalb der Wabe 125 (Stadt Heidelberg) der „eTarif“ eingeführt. Dessen Preis setzt sich aus einem Grundpreis pro Fahrt (2015 und 2016: 1 €) und einem Preis pro angefangenem Kilometer Luftlinie zwischen Ein- und Ausstieg (2015 und 2016: 0,20 €) zusammen. Dieser Tarif ist nur für volljährige Fahrgäste nutzbar, Erste-Klasse-Aufschlag (+50 %) und Bahn-Card-Ermäßigung (−25 %) sind verfügbar.
Auch nach der Einstellung von Touch&Travel zum 30. November 2016 bietet der VRN den eTarif über eine eigene Smartphone-Anwendung zusätzlich zur bestehenden an. Seit 27. Januar 2017 ist diese von einem Start-up-Unternehmen entwickelte Anwendung erhältlich. Der nun als „Luftlinientarif“ bezeichnete Tarif ist im gesamten VRN-Gebiet gültig. Der Grundpreis wurde auf 1,20 € erhöht, alle Fahrten an einem Tag kosten maximal 12 € (zum Vergleich: eine Tageskarte für das Gesamtnetz kostet 17,90 €), alle in einem Monat maximal 90 €. Seit Januar 2020 liegt der reguläre Grundpreis einer Fahrt bei 1,30 €, im Rahmen des Projekts „Modellstadt Mannheim“ liegt dieser für innerhalb der Großwabe Mannheim/Ludwigshafen beginnende und endende Fahrten seit 1. Januar 2019 bei vergünstigten 0,80 €. Ab Frühjahr 2017 war der Luftlinientarif auch über den Dienst ticket2go erhältlich, der im Dezember 2019 eingestellt wurde. Aufgrund des Preisgestaltung des Luftlinientarifes kann es jedoch vorkommen, dass einzelne Fahrten, insbesondere in der Großwabe Mannheim/Ludwigshafen, im Vergleich zu einem regulären Einzelfahrschein teurer abgerechnet werden.

## Kennzahlen

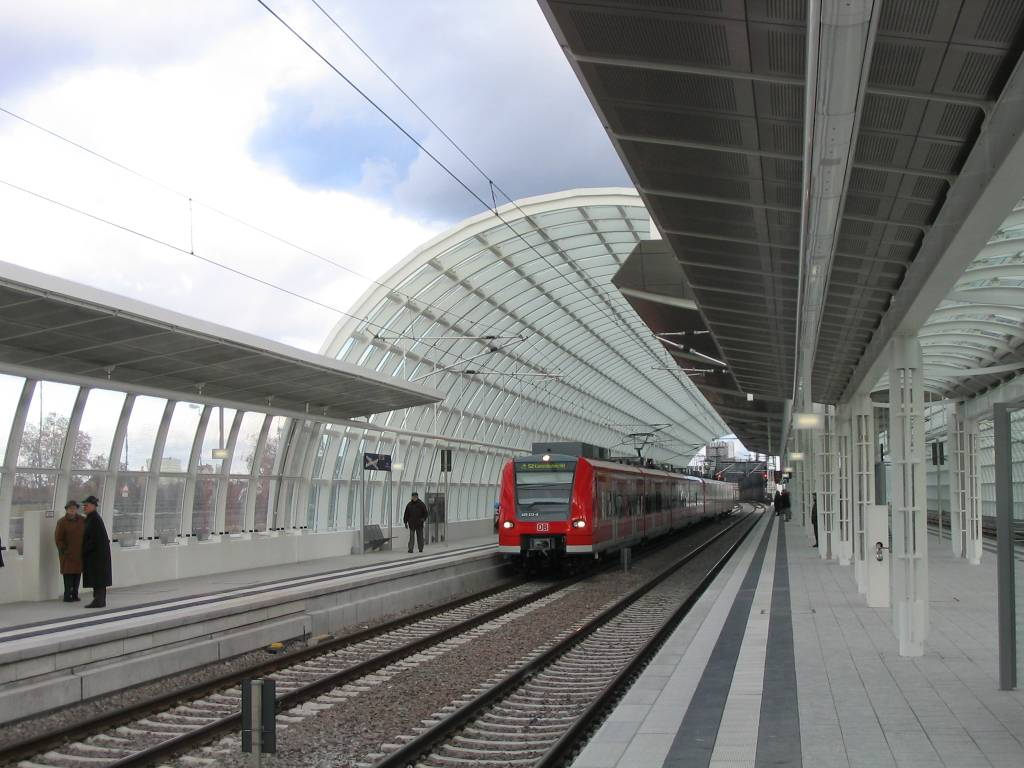
S-Bahn in Ludwigshafen

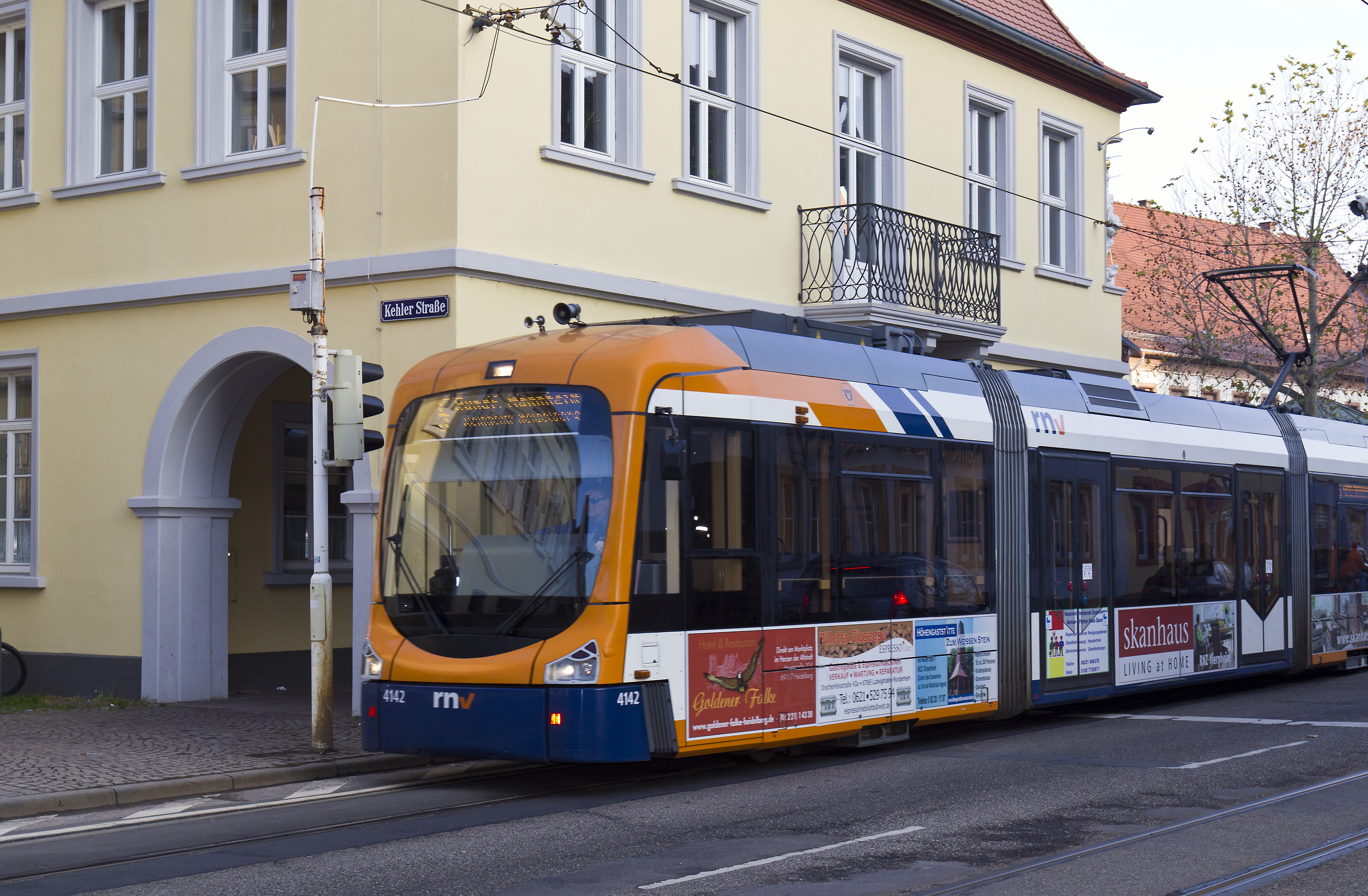
Stadtbahn in Mannheim

Gelenkbusse an der Haltestelle Rathaus (2015 umbenannt zu Stadtmitte) in Kaiserslautern.

Folgende Tabelle zeigt einige Eckdaten zur Entwicklung des VRN:
| Jahr | Gebietsgröße (km²) | Fahrgastzahlen (Mio.) | Einnahmen (Mio. €) |
| ---- | ------------------ | --------------------- | ------------------ |
| 1990 | 3600               | 114,4                 | 74,4               |
| 1991 |                    | 126                   |                    |
| 1992 |                    | 131                   |                    |
| 1993 |                    | 144                   |                    |
| 1994 |                    | 163                   |                    |
| 1995 |                    | 172,7                 | 102,5              |
| 1996 | 5700               | 190                   |                    |
| 1997 |                    | 211                   |                    |
| 1998 |                    | 214                   |                    |
| 1999 |                    | 223                   |                    |
| 2000 |                    | 231,5                 | 131,3              |
| 2005 |                    | 267,4                 | 175,4              |
| 2008 | 9967               | 314,2                 | 242,0              |
| 2009 |                    | 313,8                 | 250,3              |
| 2010 |                    | 313                   | 249                |
| 2011 | 9967               | 315                   | 259                |
| 2012 |                    | 316                   | 268                |
| 2013 |                    | 317                   | 276                |
| 2014 |                    | 313                   | 283,7              |
| 2015 | 9967               | 310                   | 291                |
| 2016 |                    | 309,5                 | 303,5              |
| 2017 |                    | 309,1                 | 311,5              |
| 2018 | 9967               | 305,9                 | 318,1              |
| 2019 |                    | 303,0                 | 323,7              |
| 2020 |                    | 183,6                 | 279,0              |
| 2021 |                    | 181,9                 | 262,6              |
| 2022 |                    | 288,9                 | 242,4              |
| 2023 |                    | 290,4                 | 286,0              |
| 2025 | 10607              | -                     | -                  |

## Verkehrsmittel
Im Gebiet des VRN verkehren Züge der Deutschen Bahn und anderer Verkehrsunternehmen, die S-Bahn Rhein-Neckar sowie Straßenbahnen und Busse auf insgesamt 967 Linien mit 27 290 km Gesamtlänge.
Insgesamt sind 59 Verkehrsunternehmen mit 1380 Fahrzeugen (ohne S-Bahn) im Verbundgebiet tätig. Zu den größten gehören die Rhein-Neckar-Verkehr GmbH (RNV) sowie die DB Regio Mitte und der Busverkehr Rhein-Neckar der Deutschen Bahn.
Außerdem gibt es im VRN 280 Rufbuslinien, mit denen im Jahr 2018 rund 440 000 Fahrgäste befördert wurden. Bereits bei Gründung des VRN im Jahr 1989 gab es 70 Rufbuslinien.

## Struktur
Aufgrund der Änderung von gesetzlichen Bestimmungen für den Schienenpersonennahverkehr musste zum 1. Januar 1996 die Gesellschaftsstruktur geändert werden:
- Dem Zweckverband Verkehrsverbund Rhein-Neckar (ZRN) gehören die Bundesländer, Landkreise und Kreisfreien Städte an
- Die Unternehmensgesellschaft Verkehrsverbund Rhein-Neckar GmbH (URN) hatte bis 2018 die beteiligten Verkehrsunternehmen als Gesellschafter. Im Rahmen einer Neuorganisation des VRN wurde die URN GmbH zum 1. Januar 2018 mit der VRN GmbH verschmolzen.[35]
- Die Verkehrsverbund Rhein-Neckar GmbH (VRN) hat als Gesellschafter den ZRN sowie seit 2018 auch die beteiligten Verkehrsunternehmen.

## Gebietskörperschaften im ZRN
Neben den drei Bundesländern sind im ZRN die Landkreise und kreisfreien Städte zusammengeschlossen, und zwar aus
- Baden-Württemberg
  - die Stadtkreise Mannheim und Heidelberg und
  - die Landkreise Main-Tauber-Kreis, Neckar-Odenwald-Kreis und Rhein-Neckar-Kreis, aus
- Hessen
  - der Landkreis Bergstraße und aus
- Rheinland-Pfalz
  - die kreisfreien Städte Frankenthal, Kaiserslautern, Landau, Ludwigshafen, Neustadt, Pirmasens, Speyer, Worms und Zweibrücken und
  - die Landkreise Alzey-Worms (z. T.), Bad Dürkheim, Donnersbergkreis, Germersheim (z. T.), Kaiserslautern, Kusel, Rhein-Pfalz-Kreis, Südliche Weinstraße und Südwestpfalz.

## Fahrplanbücher
Folgende Fahrplanbücher des VRN wurden halbjährlich vom Verlag Reclam Print herausgegeben und vertrieben:
- Ludwigshafen/Mannheim
- Heidelberg
- Vorder-/Südpfalz
- Westpfalz
- Alzey/Worms
- Bergstraße/Odenwald
- Odenwald/Tauber
- Abfahrtstafeln der DB

In der Anfangszeit war auch eine Ausgabe für das gesamte VRN-Gebiet erhältlich. Mit der Vergrößerung des Verbundgebietes wurde zunächst auf den Druck der Gesamtausgabe verzichtet, seit 2018 bietet der VRN überhaupt keine gedruckten Fahrplanbücher mehr an. Die Fahrplanbuchseiten sind über die Webseite des VRN aber weiterhin linienweise abrufbar.

## Verkehrsunternehmen im VRN
- Albtal-Verkehrs-Gesellschaft mbH
- Arthur Merl GmbH & Co. KG

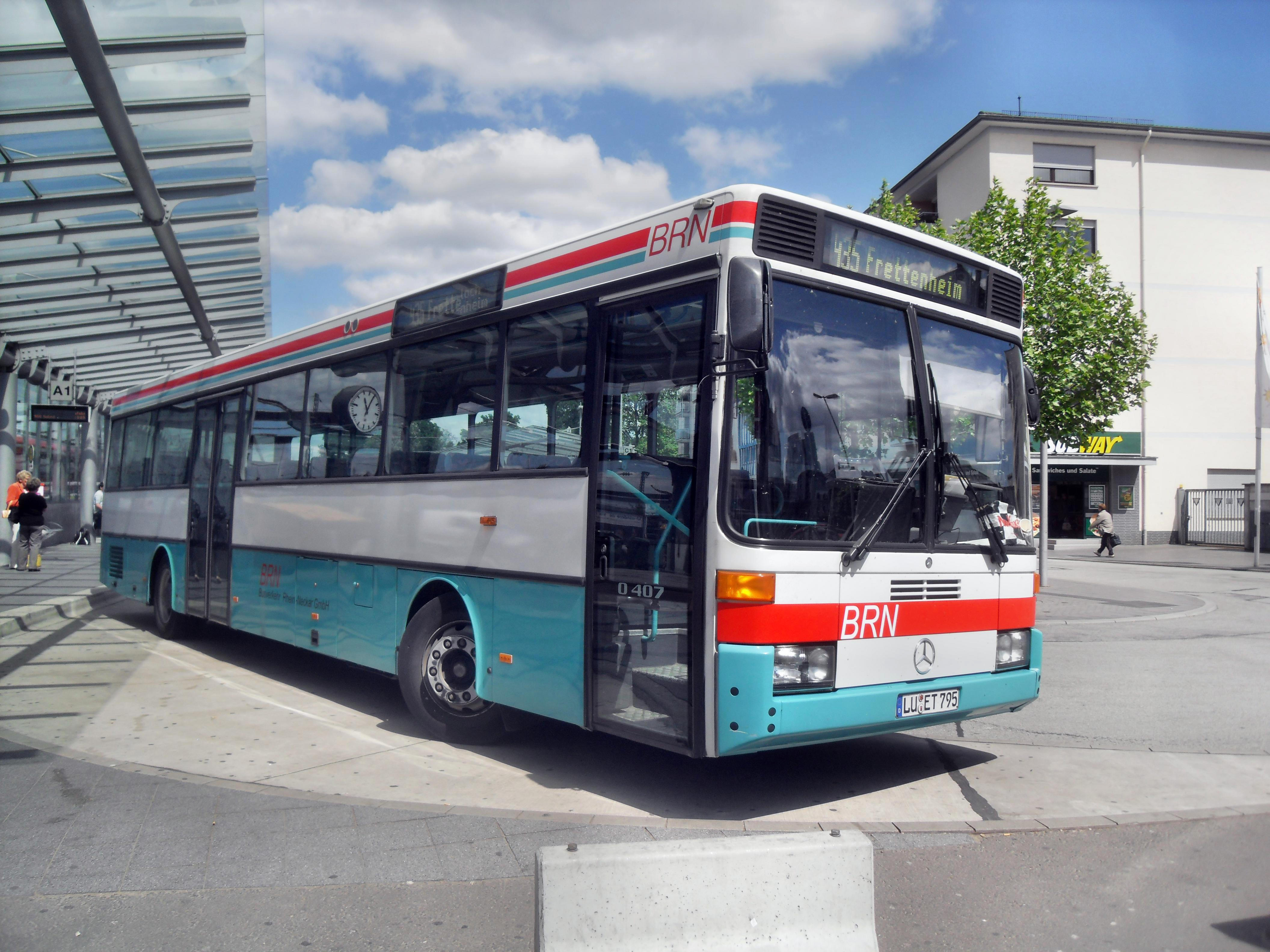
Mercedes-Benz O 407 der Busverkehr Rhein-Neckar im Wormser Busbahnhof

- Busverkehr Rhein-Neckar GmbH (BRN)
  - Rhein-Neckar Bus
  - Rheinpfalzbus (2012 entstanden aus dem BRN Stadtverkehr)
- DB Regio AG, Regio Mitte
- DB Regio Bus Mitte GmbH
- BRH viabus
- Busverkehr Egner GmbH (BVE)
- Glaser Bustouristik
- Donnersberg-Verkehrsgemeinschaft (DVG)
- Go-Ahead Baden-Württemberg
- HEAG mobilo GmbH
- Hoffmann Reisen GmbH
- Holiday Park GmbH
- Imfeld Busverkehr
- Marquardt Reisen GmbH & Co. KG
- Mayer GmbH Omnibusbetrieb
- Nahverkehr Hohenlohekreis (NVH)
- Neckar-Odenwald Verkehrsverbund (NOV)
- Omnibusbetriebe Beth GmbH
- Omnibusreisen Rainer Sauter
- Omnibus-Reiseverkehr Lannert
- Omnibusverkehr Rhein-Nahe GmbH (ORN)
- PalatinaBus GmbH
- Queichtal Nahverkehrsgesellschaft mbH
- Reisebüro Walter Müller GmbH & Co. KG
- Regionalbus Saar-Westpfalz GmbH (RSW)
- Regionalbus Westpfalz GmbH (RBW)
- Regionalbus Zweibrücken GmbH (RBZ)
- Regionalbusverkehr Südwest (RVS)
- Rhein-Neckar-Verkehr GmbH (RNV), 2005 entstanden aus:
  - Heidelberger Straßen- und Bergbahn AG (HSB)
  - MVV OEG AG
  - MVV Verkehr AG
  - Verkehrsbetriebe Ludwigshafen GmbH (VBL)
  - Rhein-Haardtbahn GmbH (RHB)
- Rheinfähre Altrip GmbH
- Stadtwerke Dürkheim GmbH (SWD)
- Stadtwerke Eberbach (SWE)
- Stadtwerke Kaiserslautern (SWK) Verkehrs-AG
- Stadtwerke Pirmasens Verkehrs GmbH (SWP)
- Stadtwerke Viernheim GmbH (SWV)
- Stadt Worms Verkehrs-GmbH
- Südwestdeutsche Verkehrs-Aktiengesellschaft (SWEG)
- SWEG Bahn Stuttgart
- Transdev SE & Co. KG
- trans regio Deutsche Regionalbahn GmbH
- Verkehrsbetriebe Leininger Land-Eistal-Bus GmbH
- Verkehrsbetriebe Speyer GmbH (VBS)
- Verkehrsgesellschaft Gersprenztal mbH (VGG)
- VerkehrsGesellschaft Main-Tauber mbH (VGMT)
- Verkehrsgesellschaft Zweibrücken GmbH (VBZ)
- Verkehr & Tourismus Lampertheim GmbH & Co. KG (VTL)
- V-Bus GmbH
- Weinheimer Busunternehmen GmbH (WEBU)
- Zarth GmbH

## Benachbarte Verkehrsverbünde
- Rhein-Main-Verkehrsverbund (RMV – im Norden)
  - Tarifüberlappung: Landkreis Bergstraße, Odenwaldkreis, Eberbach, Weinheim, Worms (Kernstadt)
- Verkehrsgemeinschaft am Bayerischen Untermain (VAB – im Nordosten)
  - Tarifüberlappung: entlang der Verbundgrenze (keine echte Überlappung, nur im Transit Walldürn – Wertheim durchfahrbar)
- Nahverkehr Mainfranken (NVM – im Nordosten)
  - Tarifüberlappung: bis Würzburg
- Heilbronner · Hohenloher · Haller Nahverkehr (HNV – im Südosten)
  - Tarifüberlappung: entlang der Verbundgrenze
- Karlsruher Verkehrsverbund (KVV – im Süden)
  - Tarifüberlappung: Südpfalz, nördlicher Teil des Landkreises Karlsruhe
- saarVV (saarVV – im Westen)
  - Tarifüberlappung: bis Neunkirchen, St.Ingbert und Blieskastel
- Rhein-Nahe-Nahverkehrsverbund (RNN – im Nordwesten)
  - Tarifüberlappung: Stadt Worms, Landkreis Alzey-Worms (z. T. Einschränkungen)